# Angern (Gemeinden Straßwalchen, Weißenkirchen)
Angern ist ein kleiner Ort im Vöcklatal am Rand der Salzkammergut-Berge in der Grenzregion Salzburg zu Oberösterreich. Er gehört zu den Gemeinden Straßwalchen im Bezirk Salzburg-Umgebung und Weißenkirchen im Attergau im Bezirk Vöcklabruck.

## Geographie
Der Ort befindet sich 9 Kilometer südöstlich von Straßwalchen und 23 Kilometer westlich von Vöcklabruck im Gebiet um den Zeller- oder Irrsee, knapp 5½ Kilometer nordöstlich von Zell am Moos.
Die Rotte liegt in den Mondseer Flyschbergen an der oberen Vöckla auf etwa 595 m ü. A. Die junge Vöckla bricht hier – vom Mondseer Gebiet kommend nach der Haslauer Weitung – zwischen Schoibernberg (883 m ü. A.) westlich und den Nordwestausläufen des Glashüttenwalds und dem Rehberg (Die Röten 819 m ü. A.) östlich durch. Die Talung weitet sich dann wieder, sie verlässt hier die Alpen und tritt in das Vöckla-Ager-Hügelland als Teil des Alpenvorlands. Bei Frankenmarkt 5 Kilometer weiter wendet sie sich ostwärts zu.
Die Salzburger Landesgrenze baucht im Raum um Straßwalchen weit ostwärts in das Oberösterreichische, Angern stellt den südöstlichsten Ort dieser Ausbuchtung dar. 
Hier verläuft die L1281 Vöcklatalstraße B1 bei Schwaigern – B154 bei Zell am Moos. Die Landesgrenze verläuft hier ein Stück entlang der Vöckla und wechselt beim Gasthaus Zum Waldfrieden sogar über das andere Ufer, sodass dieses noch zu Salzburg gehört. Angern verteilt sich entlang der Straße (km 5,6–6,2) und umfasst nur 7 Gebäude, davon 2 in Oberösterreich. Damit ist er einer der wenigen Orte Österreichs, die in zwei Bundesländern liegen.
Bei Angern mündet der Stoifelbach von rechts in die Vökla.
| Jagdhub (Gem. Straßwalchen, Sbg)  | Hüttenedt (Gem. Straßwalchen, Sbg)          | Giga (Gem. Weißenkirchen i. A., OÖ)          |
| Oberholz (Gem. Straßwalchen, Sbg) | Kompassrose, die auf Nachbargemeinden zeigt |                                              |
| Sagmühle (Gem. Zell a.Moos, OÖ)   | Gollau (Gem. Zell a.Moos, OÖ)               | Freudenthal ∗ (Gem. Weißenkirchen i. A., OÖ) |

∗ knapp 3 km entfernt im Glashüttenwald

## Geologie, Geschichte, Infrastruktur und Sehenswürdigkeiten
Am Stoifelbach ist rechts eine tektonische Schuppe der Buntmergelserie des Ultrahelvetikum aufgeschlossen, dem europäischen Deckensystem der Alpen (Unterkreide bis Eozän, 100 bis 50 Mio. Jahre alt). Sie bilden ein Fenster (Geologie) in der Flyschzone (rhenodanubischer Flysch), die das Helvetikum überschoben hat: Sonst liegt hier beiderseits Altlengbach-Formation (Maastrichtium–Thanetium, Wende Kreide/Paläozän, 70–50 Mio. Jahre). Diese Störung, die die ganze Nordkante der Alpen entlangläuft, bildet hier den geradlinigen Talzug Stoifelbach – Freudenthal – Hundbaumgraben (Streifenfenster) und findet sich dann bei Nußdorf am Attersee wieder (Breitmoosbach), wie auch am Tannberg. Hier bildet sie eine kleine Talweitung rechts der Vöckla.
Der Ortsname steht zu Anger, einem öffentlichen Weideplatz. Die Angern Mühle, das heutige Gasthaus, ist schon 1787 verzeichnet.
Die abgelegene Ortslage Jagdhub gehörte bis 1823 zum Landgericht Kogl des Attergau (Sitz im Schloss zu St. Georgen). Dann fand eine Grenzbereinigung zwischen dem seinerzeitigen Kronland Österreich ob der Enns und dem zu der Zeit einen Landesteil bildenden Salzachkreis statt. Damit kamen einige Häuser an Straßwalchen, seinerzeit das Landgericht Hochfeld, zwei verblieben aber Obderennsisch.
Neben dem Gasthof befinden sich hier ein Sägewerk und ein Forsthaus.